# Narcine oculifera
Narcine oculifera is een vissensoort uit de familie van de schijfroggen (Narcinidae). De wetenschappelijke naam van de soort is voor het eerst geldig gepubliceerd in 2002 door Carvalho, Compagno & Mee.